# Wysoczyzna Drohobycka
Wysoczyzna Drohobycka – wyżyna przedgórska w obwodzie lwowskim na Ukrainie, w międzyrzeczu Dniestru i Stryja.
Średnia wysokość wynosi 300–400 m n.p.m., maksymalna - ponad 450 m n.p.m. Geostrukturalnie powiązana jest z Zapadliskiem przedkarpackim.
Występują na niej źródła wód mineralnych.